# Altus, Arkansas
Altus là một thành phố thuộc quận Franklin, tiểu bang Arkansas, Hoa Kỳ. Năm 2010, dân số của thành phố này là 758 người.

## Dân số
- Dân số năm 2000: 817 người.
- Dân số năm 2010: 758 người.